# Super Junior
Super Junior (кор. 슈퍼주니어, яп. スーパージュニア; романизация: Syupeo Junieo, часто стилизуется как SJ или SUJU) — южнокорейский бой-бэнд, основанный в 2005 году компанией SM Entertainment. Изначально группа дебютировала в составе 12 человек: Итхыка, Хичхоля, Хангëна, Йесона, Синдона, Канина, Сонмина, Ынхёка, Сивона, Донхэ, Кибома, Рëука. Кюхён присоединился в 2006 году.
Super Junior получили мировое признание после выпуска своего самого успешного сингла «Sorry, Sorry» с одноимённого альбома в 2009 году. Через некоторое время были сформированы несколько подгрупп, работающих в различных музыкальных жанрах. Также участники группы построили карьеры ведущих и актёров, что подтолкнуло другие агентства также развивать умения участников своих групп в разных областях индустрии развлечений.
На протяжении четырёх лет подряд Super Junior являлись самыми продаваемыми корейскими артистами. Коллектив выиграл 13 наград Mnet Asian Music Awards, 16 наград Golden Disk Awards; они также стали второй музыкальной группой, выигравшей номинацию «Любимый корейский артист» на MTV Asia Awards после победы jtL в 2003 году. В 2012 году Super Junior получили номинацию «Лучший азиатский артист» на MTV Europe Awards. В 2015 году они выиграли номинации «Лучший международный артист» и «Лучший фандом» на Teen Choice Awards. Название фандома — «эльфы» (англ. ELF), сокращение от «вечные друзья» (англ. Ever-Lasting Friends). Официальный цвет − перламутровый темно-синий (англ. pearl sapphire blue).

## Карьера

### 2000−05: Формирование и дебют
В 2000 году S.M. Entertainment провели свои первые международные прослушивания в Пекине, где нашли Хангёна, выступавшего среди трёх тысяч других претендентов. В том же году Итхык, Йесон и Ынхёк присоединились к агентству после прослушивания в Сеуле. Сонмин и Донхэ попали в S.M. в 2001 году после победы на конкурсе, который был спонсирован компанией. В 2002 году были приняли Хичхоль, Канин и Кибом; последний был обнаружен агентами в Лос-Анджелесе. Сивон начал обучение в 2003 году. Синдон был принят на стажировку в 2004, а Рёук в том же году одержал победу в молодёжном фестивале, но его приняли в компанию лишь за два месяца до официального дебюта группы. Кюхён присоединился к ним в 2006 году после того, как занял третье место в молодёжном фестивале (2005).
В начале 2005 года основатель и директор S.M. Entertainment Ли Су Ман рассказал, что готовит проект в виде новой мужской группы, состоящей из двенадцати участников и готовящейся к дебюту в конце того же года. Он назвал будущий коллектив «Воротами славы в Азии», потому что большая часть участников имела опыт в качестве MC, актёров, моделей и радиоведущих ещё до своего дебюта. В то время Хичхоль и Кибом уже зарекомендовали себя как актёры, в то время как их одногруппники проявили себя на телевизионных шоу. Вдохновленный концептом японской гёрл-группы Morning Musume, Су Ман также сказал, что состав ежегодно будет меняться, по мере «выпуска» старых участников будут появляться новые. Данная идея была новинкой для корейской музыкальной индустрии.
На протяжении долгого времени ходили слухи о том, что группа будет называться O.V.E.R (акроним от «Obey the Voice for Each Rhythm»). До установления официального названия компания называла их просто Juniors, тем самым отражая возраст, в котором участники стали начали обучение. После того, как они показали свои таланты, агентство решило назвать их Super Junior, и они стали Super Junior’05, первым поколением SuJu. Предебютное выступление состоялось 11 сентября 2005 года. Там они представили различные стили танца хип-хоп, выступая под композицию «Take It to the Floor» B2K. Затем Хангён, Ынхёк и Донхэ выступили под «Caught Up» Ашера. При этом трансляция шоу не проводилась вплоть до 16 мая 2006 года, тогда эти отрывки включили в первый документальный фильм о группе, «Шоу Super Junior».
Официальный дебют Super Junior состоялся 6 ноября 2005 года на музыкальном шоу Popular Song (ныне Inkigayo). Цифровой сингл с «Twins (Knock Out)», «You Are the One» и тремя дополнительными треками был выпущен 8 ноября. Релиз дебютного студийного альбома Twins состоялся 6 декабря. По результатам месяца было продано 28 636 копий, что позволило ему занять третье место в корейском альбомном чарте.

### 2006−07:U,Don’t Donи коммерческий успех
В феврале 2006 года Super Junior 05 начали выступать с промосинглом «Miracle». Он занял вершину чарта в Таиланде, привлекая интерес к группе из других стран. Как только промоушен завершился, S.M. Entertainment начали выбирать участников для следующего поколения Super Junior, и даже подготовили список тех, кто должен будет покинуть группу. Однако компания отказалась от идеи «выпускного» после добавления тринадцатого участника, Кюхёна. Группа стала называться Super Junior, без суффикса «05». Позже Ынхёк рассказал, что SHINee могли стать частью группы, но это лишь предполагалось до того, как не приняли Кюхёна.
25 мая Super Junior выпустили сингл «U», менее чем за пять часов с момента релиза количество загрузок превысили 400 тысяч, затем отметка достигла 1,7 миллиона, и все сервера перестали работать. 6 июня была выпущена версия на физических носителях, продажи в Корее составили 81 тысячу копий. Сингл стал одним из самых популярных в Корее, пять недель подряд занимая № 1 в двух корейских музыкальных шоу. В конце года Super Junior собрали по семь наград с пяти музыкальных шоу, а также стали одними из лучших новичков на премии Golden Disk Awards.
5 ноября 2006 года состоялось дебютное выступление Super Junior-K.R.Y., первой официальной подгруппы Super Junior, состоящей из Йесона, Рёука и Кюхёна. Они выступили с саундтреком «The One I Love» к дораме «Гиена». В феврале 2007 года Итхык, Хичхоль, Канин, Сонмин, Синдон и Ынхёк сформировали подгруппу Super Junior-T, исполняющую песни в стиле трот.
Релиз второго студийного альбома Don’t Don планировался в конце 2006 года, но состоялся лишь 20 сентября 2007 года. Этому последовал ряд причин: 10 августа 2006 года Хичхоль попал в автомобильную аварию, в результате которой получил травму лодыжки; 19 апреля 2007 года Итхык, Синдон, Ынхёк и Кюхён также попали в автомобильную аварию, в результате которой Кюхён получил тяжелые травмы и четыре дня находился в коме, а из больницы его выписали лишь 5 июля. Продажи в первый день составили 60 тысяч копий, и по результатам сентября альбом занял 1 место в чарте Gaon. Даже несмотря на то, что релиз получил смешанные отзывы от музыкальных критиков, продажи по итогам года составили более 160 тысяч копий, и Don’t Don стал вторым самым продаваемым альбомом за весь 2007 год. Super Junior получили 7 номинаций KM Music Festival, выиграв три из них, включая одну из главных наград — «Артист года». Ещё две награды они заработали на Golden Disk Awards, унеся в том числе Диск Бонсан («Запись Года»).

### 2008−09:Sorry, Sorryи прорыв в карьере

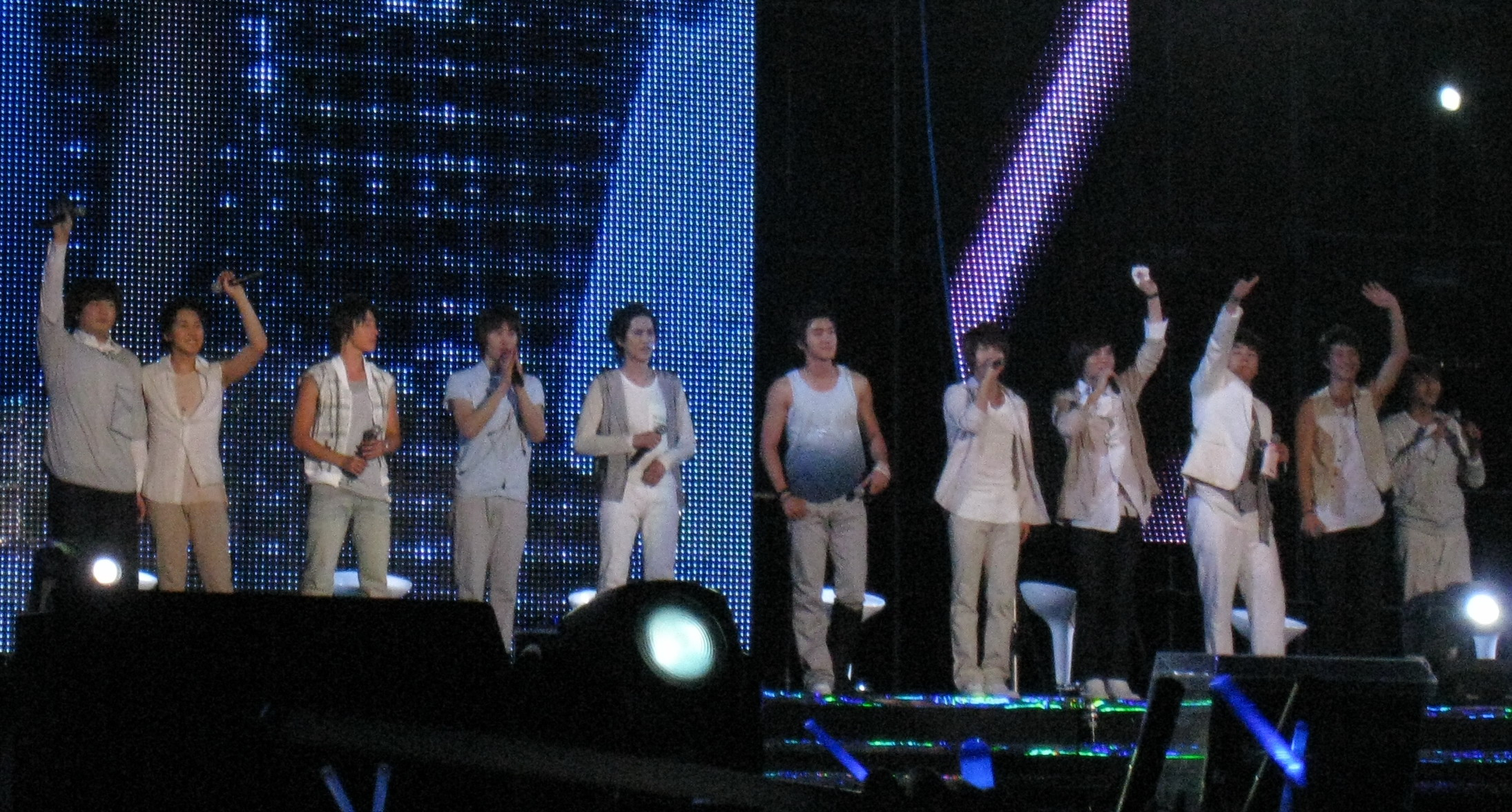
Super Junior на концерте в Бангкоке, 2009 год

Подгруппа Super Junior-M, состоящая из Хангёна, Сивона, Донхэ, Рёука и Кюхёна с добавлением двух новых участников — Чжоу Ми и Генри — была сформирована в апреле 2008 года. Первоначально создание подгруппы привело к разногласиям между фанатами группы и менеджментом, но Super Junior-M стали самой успешной подгруппой Super Junior. Они смогли распродать билеты на два концерта в Гонконге, занять первое место в еженедельных рейтингах китайских музыкальных фестивалей и были айдол-группой с наибольшим количеством рекламных контрактов в Китае. Super Junior-M выиграли ряд номинаций на китайских премиях и получили признание критиков после выпуска второго мини-альбома Super Girl, благодаря которому они получили номинацию «Лучшая вокальная группа» на Golden Melody Awards. Чётвертая подгруппа была сформирована вскоре после дебюта Super Junior-M. Пять участников Super Junior-T и Йесон вошли в состав Super Junior-H и выпустили дебютный мини-альбом Cooking? Cooking! 5 июня. В ноябре они дебютировали в Японии. Их сингл «ROCK&GO» (японская версия «Rokuko») дебютировал на 19 месте в чарте Oricon.
Первый азиатский тур Super Show стартовал 22 февраля 2008 года в Сеуле. Super Junior провели двухдневную встречу с фанатами в Ниппон Будокан в Токио. Специально для этого они выпустили японские версии синглов «Twins» и «U». Сингл дебютировал на 4 месте в чарте Oricon в первый день продаж, на второй день опустился ещё на четыре. U/Twins побил рекорд как первый корейский сингл, дебютировавший в топ-10 японского чарта.
12 марта 2009 года был выпущен третий студийный альбом Sorry, Sorry. Он стал первым альбомом Super Junior, дебютировавшем на вершине чарта Hanteo, продажи в первый день составили 29 тысяч копий. Всего через месяц после релиза он стал самым продаваемым альбомом 2009 года, продажи составили более 250 тысяч копий. Sorry, Sorry стал самым продаваемым корейским альбомом на Тайване, в Таиланде, Китае и на Филиппинах (там же он стал первым корейским альбомом № 1 в чарте). Одноимённый сингл оставался на первом месте в музыкальных шоу на протяжении десяти недель; в цифровом чарте корейских синглов Тайваня он был № 1 37 недель подряд. «Sorry, Sorry» получил международное признание, и с тех пор стал самым успешным синглом группы за всё время. Sorry, Sorry получил награды на Golden Disk Awards, среди них и Диск Дэсан («Запись Года»). 17 июля стартовал второй азиатский тур Super Show 2.

### 2010−11:Bonamana, изменения в составе и международное признание
Несмотря на коммерческий успех и общенародное признание, во время тура Super Junior пришлось столкнуться с юридическими проблемами и изменениями в составе. Кибом был показан как на рекламных плакатах, так и в промо-роликах Super Show 2, однако в самих концертах участия не принимал, а затем анонсировал временный уход из группы, чтобы сосредоточиться на актёрской карьере. В октябре 2009 года Канин стал виновником ДТП, в котором задел такси с тремя пассажирами и пытался скрыться с места происшествия. В декабре Хангён подал иск против S.M. Entertainment, желая расторгнуть действующий договор, аргументируя это тем, что прописанные в нём условия незаконны, избыточно жестки и нарушают его права. После ухода из группы он выпустил дебютный альбом Geng Xin в июле 2010 года, продажи составили более 510 тысяч копий. В том же месяце Канин объявил, что берёт перерыв в деятельности, чтобы отслужить в армии.
В мае 2010 года Super Junior выпустили четвёртый студийный альбом Bonamana, продвигаясь в составе десяти участников. Несмотря на то, что релиз не получил такого же признания критиков, как Sorry, Sorry в 2009, продажи составили более 300 тысяч копий, перепродав рекорд предыдущего альбома. Хореография «Bonamana» была придумана смешением танцев Майкла Джексона из всех его выпущенных видеоклипов. Альбом продержался на первом месте в чарте Тайваня 61 неделю, побив тем самый предыдущий рекорд, поставленный Super Junior годом ранее.
Для промоушена альбома Super Junior отправились в свой третий азиатский тур Super Show 3, и на всех концертах билеты были полностью распроданы. В феврале 2011 года был выпущен фильм Super Show 3D в формате 3D, который стал самым успешным 3D-фильмом в Корее. В Японии были выпущены специальные концертные альбомы, показавшие хорошие результаты в чартах; в июне выпустили японскую версию «Bonamana». Несмотря на коммерческий успех на японском рынке, S.M. Entertainment заявили, что официальный дебют в Японии состоится позже.
Super Junior приняли участие в SMTown Live '10 World Tour, где выступили Лос-Анджелесе, Париже, Токио и Нью-Йорке. Выступления группы получали восторженные отзывы, и им было присвоено звание Национальной иконы поп-культуры Кореи за свой вклад в распространение корейской волны, «халлю», за что удостоились награды министра культуры, спорта и туризма на Pop Culture Art Awards. Они участвовали в сегмент CNN «Азия говорит», где говорили о своей популярности и стратегии для вторжения в мировую музыкальную индустрию .Super Junior получили признание за пределами Азии, в том числе в Европе, Северной и Южной Америке. Топ-30 «Самых сексуальных мужчин в мире», составленный в Перу, включил туда всех участников. Они давали эксклюзивные интервью для словенских и иранских журналов, и были выбраны бразильскими фанатами корейской музыки как артисты, которых больше всего хотят увидеть в Бразилии TV Azteca (Мексика) и BBC (Великобритания) признали Super Junior как икон «халлю».

### 2011−12:Mr. Simpleи первый мировой тур

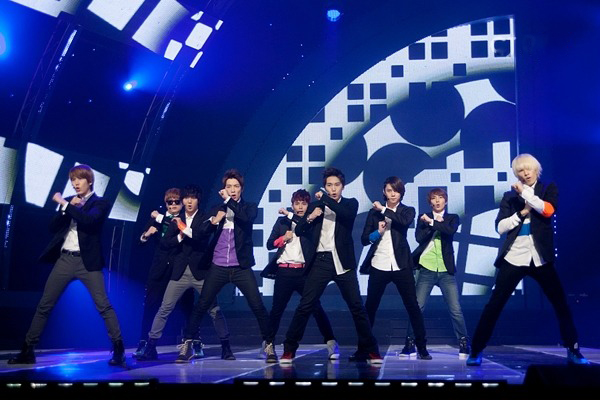
Super Junior на M!Countdown, 2011 год

Пятый студийный альбом Mr. Simple, выпущенный 3 августа 2011 года, дебютировал с вершины корейского альбомного чарта; продажи составили 287 427 копий. Продержавшись на вершине в течение четырёх недель, в октябре продажи преодолели порог в 441 тысячу копий. Mr. Simple достиг третьего места в Billboard World Albums Chart и семнадцатого в Oricon Albums Chart. «Mr. Simple» одержала победу в день камбэк-стейджа на M!Countdown. В сентябре Хичхоль приостановил свою деятельность в связи со службой в армии. В ноябре стартовал первый мировой тур Super Show 4. 7 декабря была выпущена японская версия «Mr. Simple», однако компания по-прежнему заявляла, что это не официальный японский дебют.
Вместе с Чжоу Ми и Генри была записана песня «Santa U Are The One» для зимнего альбома 2011 Winter SMTown — The Warmest Gift, выпущенного 13 декабря. 16 декабря был выпущен цифровой сингл в исполнении Ынхёка и Донхэ — «Oppa, Oppa».
11 января 2012 года они приняли участие в Golden Disk Awards, проходившей в Осака Доум. Домой они забрали 4 награды: Награда за популярность, MSN Japan Award, Диск Бонсан и Диск Дэсан. 19 января они вновь с триумфом посетили Seoul Music Awards, также выиграв Диск Бонсан и Диск Дэсан.
13 января Super Junior удостоились звания «Короли альбома» после того, как Bonamana и Mr. Simple заняли первые две позиции на Korean Music Chart. Сингл «Bonamana» был на первом месте на протяжении 64 недель, что стало абсолютным рекордом в истории KKBOX K-Pop Chart. «Mr. Simple» был на вершине 46 недель. 22 февраля Mr. Simple выиграл номинацию «Альбом Года (III четверть)» на Gaon Chart Music Awards. 13 марта видеоклип «Mr. Simple» победил в номинации «Любимое корейское видео» на Myx Music Awards.
После успешного завершения Super Show 4 стало известно, что общая аудитория со всех концертных туров Super Junior составила 900 тысяч человек.

### 2012−13:Sexy, Free & SingleиSuper Show 5

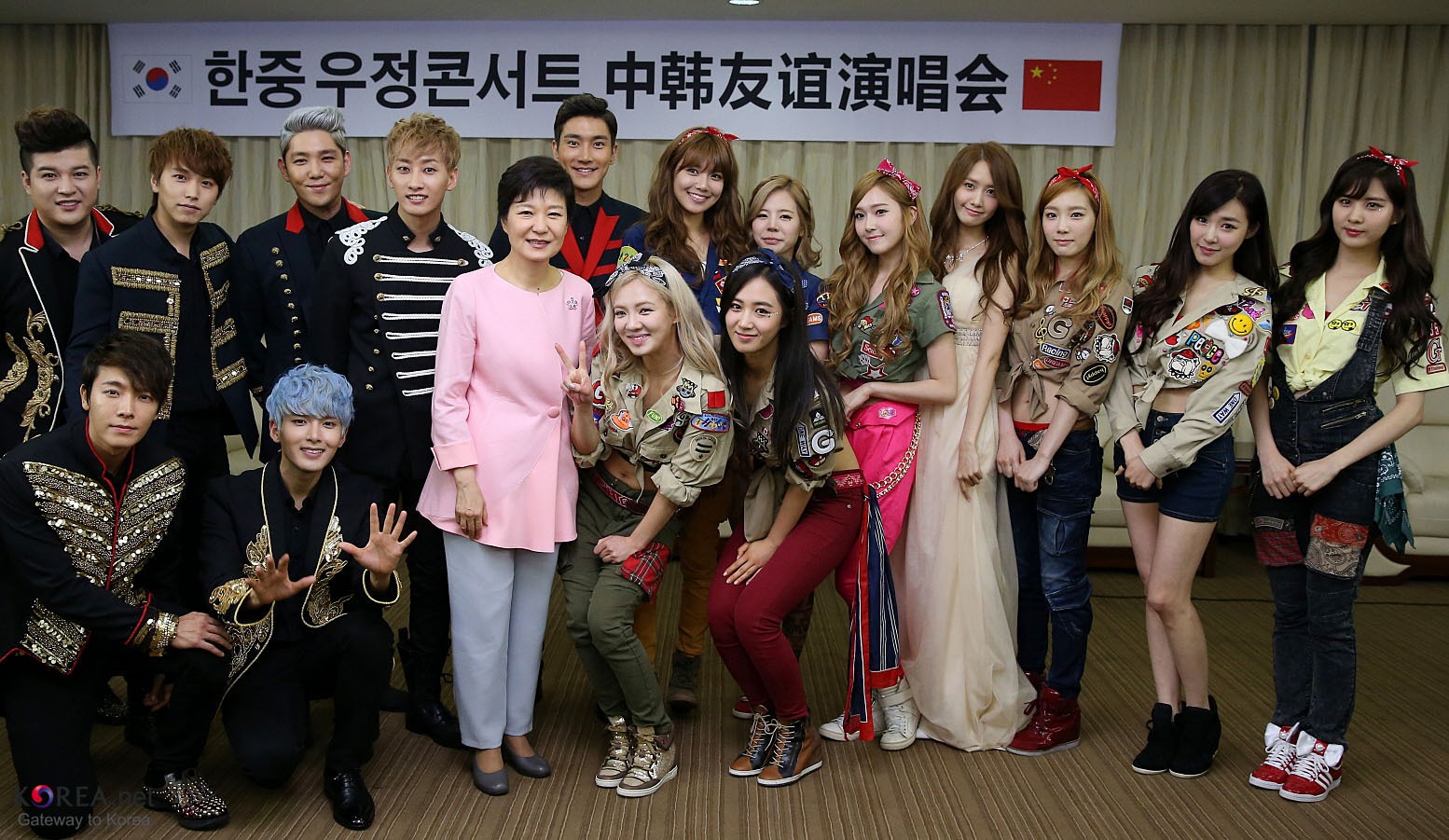
Super Junior и Girls’ Generation на K-Pop Concert, июнь 2013 года

1 июля 2012 года Super Junior выпустили шестой студийный альбом Sexy, Free & Single в цифровом формате, на прилавках музыкальных магазинов он появился 4 июля. Канин окончил службу в армии в апреле и принял участие в записи и промоушене; Хичхоль в это время продолжал армейскую службу. Видеоклип на главный сингл был выпущен 3 июля. 7 августа было выпущено переиздание SPY, включая одноимённый сингл, а также песни «Outsider», «Only U», композитором которых стал Итхык, и «Haru», в создании которой участие принимал Донхэ. Видеоклип был выпущен 13 августа. Sexy, Free & Single показал себя на высокой позиции в iTunes в нескольких странах, среди них Австралия, Франция, Перу и Япония. В Billboard World Albums Chart релиз достиг 3 места. Согласно данным чарта Gaon, продажи в первый месяц составили 335 774 копии. За два месяца отметка продаж достигла 459 182 копии. Sexy, Free & Single дебютировал на 1 месте в Gaon Albums Chart, по итогам 2012 года продажи составили 356 431 копию. Super Junior победили в категориях «Исполнитель года» и «Альбом Года» от альбомного чарта Hanteo. Альбом также был № 1 на протяжении нескольких недель в чарте Тайваня. Японская версия «Sexy, Free & Single», выпущенная 22 августа, получила золотую сертификацию от RIAJ.
На MTV Europe Music Awards группа удостоилась номинации «Лучший азиатский артист». В октябре они выиграли номинацию «Подростковая икона стиля» на Style Icon Awards, а в следующем месяце взяли награду «Лучшая группа» на Korean Entertainment Arts Awards. 30 ноября состоялась ежегодная музыкальная премия Mnet Asian Music Awards, где Super Junior взяли три награды: «Альбом Года», «Лучшая международная мужская группа» и «Лучший Line». Это был второй год подряд, когда группа одерживала победу в одной из главных номинаций. 3D-фильм Super Show 4 получил номинацию «произведение искусства» на Международном 3D-фестивале. 15 января 2013 года они удостоились Диска Дэсан на Golden Disk Awards. В марте стартовал мировой тур Super Show 5.
10 ноября Ынхёк, Канин, Сивон и Кюхён провели лекцию в Оксфордском университете, где рассказали о «халлю».

### 2014−15:Mamacita,Devil,MagicиSuper Show 6

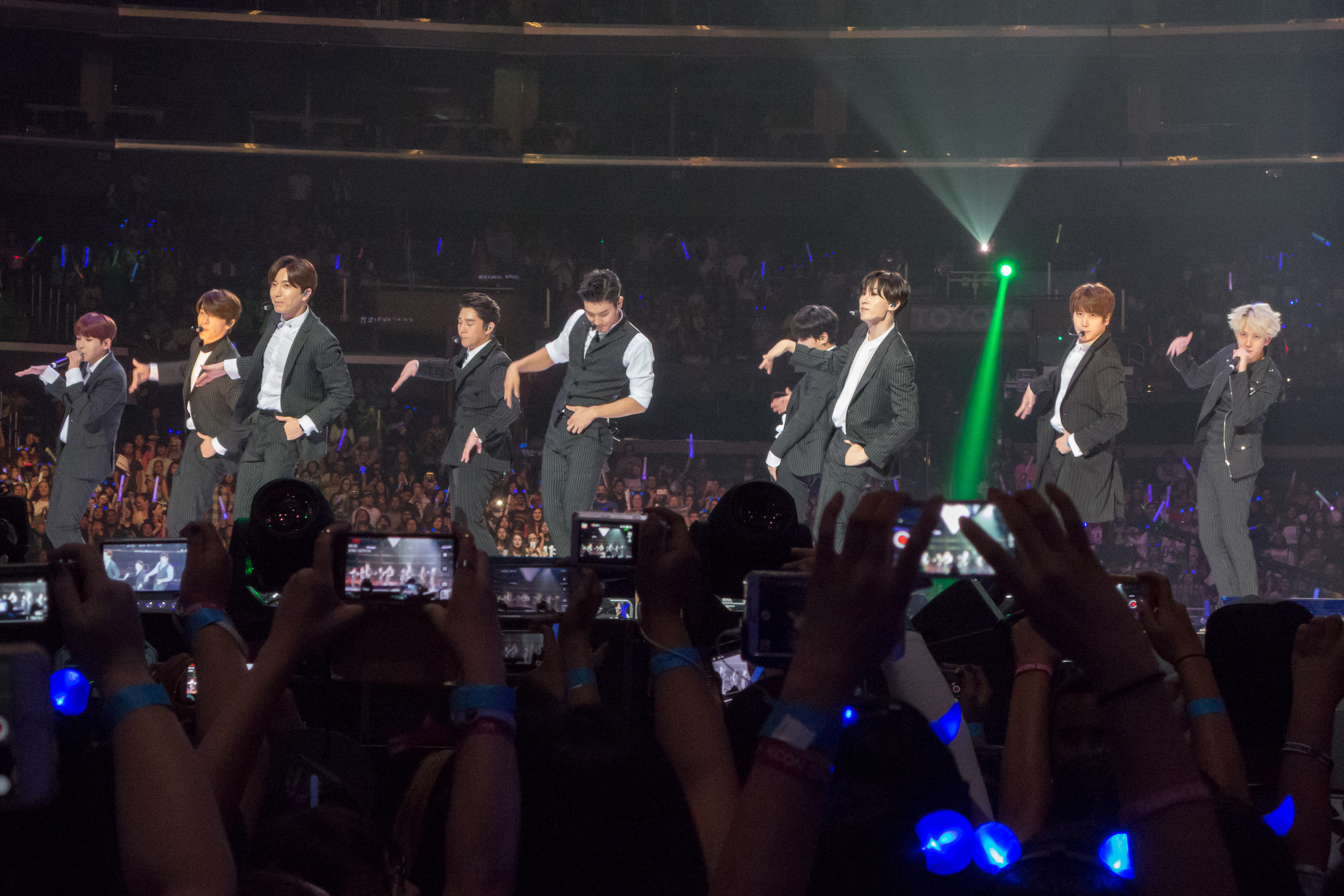
Super Junior на KCON в Лос-Анджелесе, 2015 год

В августе 2014 года S.M. Entertainment представили тизеры для предстоящего выпуска седьмого студийного альбома Mamacita. В альбоме приняли участие Итхык и Хичхоль, которые завершили свою армейскую службу. На прилавках магазинов Mamacita появилась 1 сентября. Всего за три дня продаж релиз занял вершину мирового альбомного чарта. В том же месяце стартовал азиатский тур Super Show 6, в первые дни которого группа провела свой сотый концерт. Super Junior стали первыми артистами из Корея, отыгравшими 100 концертов по всему миру. 27 октября было выпущено переиздание This Is Love.
8 июля 2015 года S.M. Entertainment объявили о том, что Йесон вернётся в группу после завершения армейской службы, и специальный альбом Devil, приуроченный к десятилетию группы, будет выпущен 16 июля. 16 августа Super Junior выиграли две номинации на американской молодёжной премии Teen Choice Awards: «Лучший международный артист» и «Лучший фандом». 18 августа Кибом, который не участвовал в деятельности коллектива с 2009 года, объявил о том, что его контракт с агентством закончился и он официально уходит из группы. 16 сентября вышла вторая часть специального альбома — Magic. Альбом стал последним релизом Super Junior перед тем, как Ынхёк, Донхэ и Сивон зачислились в армию.
6 ноября, в день десятилетия со дня дебюта, S.M. Entertainment анонсировали создание нового лейбла Super Junior — Label SJ.

### 2017−2018:PLAY,Replay,Super Show 7иOne More Time
27 сентября 2017 года веб-сайт Super Junior начал отсчёт до 6 ноября — 12-й годовщины группы со дня дебюта, тем самым анонсируя свой восьмой полноформатный альбом. Изначально они должны были выступать составом из девяти человек, но в итоге количество участников сократилось до семи. Это было связано с тем, что в июне корейская фан-база Super Junior выступала против возвращения Канина и Сонмина в группу. В итоге Сонмин добровольно отказался от участия в альбоме и его промоушене, а Канин фактически не может продвигаться как знаменитость, но при этом всё равно останется участником Super Junior. 9 октября было запущено реалити-шоу «Super Junior возвращаются — реальная история камбэка Super Junior». 30 октября был выпущен пред-релизный трек «One More Chance». 31 октября стало известно, что Сивон не будет принимать участие в предстоящем промоушене по причине скандала, связанного со своей собакой, после укуса которой скончалась женщина. Восьмой студийный альбом PLAY был выпущен 6 ноября Название альбома — комбинация двух фраз («replay the music» и «play excitedly»). Главным синглом стала композиция «Black Suit». 6 декабря был выпущен японский сингл «On and On». 15 декабря стартовал мировой тур Super Show 7.
12 апреля было выпущено переиздание Replay. Главным синглом стала композиция «Lo Siento», записанная при участии американской певицы Лесли Грейс. Хичхоль не принял участие в промоушене из-за проблем со здоровьем. «Lo Siento» дебютировала в чарте Hot Latin Songs на 13 месте, и тем самым Super Junior стали первой южнокорейской группой, попавшей в данный топ. 23 апреля Billboard составил список «100 величайших песен мужских групп за всё время», и композиция «It’s You», выпущенная в 2009 году, заняла 44 место.
8 октября был выпущен специальный мини-альбом One More Time; одноимённый сингл был записан при участии мексиканской группы Reik. «One More Time» имела хорошие показатели в чартах латинских песен, и стала вторым «латинским хитом» Super Junior после «Lo Siento».

### 2019—2021: Уход Канина,Time Slip, «Super Show 8» иThe Renaissance
7 мая 2019 года Кюхён вернулся из армии, тем самым все участники Super Junior прошли обязательную службу. 11 июля Канин объявил о добровольном уходе из группы, однако он продолжит оставаться артистом агентства до тех пор, пока не закончится его контракт. 13 июля Super Junior-KRY и Super Junior D&E выступили на музыкальном фестивале в Джидде Саудовская Аравия. Это первый раз, когда корейские артисты выступают в Джидде, втором самом важном городе Саудовской Аравии.
14 октября Super Junior, состоящая из девяти человек, выпустила свой девятый студийный альбом Time Slip. Выпуск был временно приостановлен из-за смерти Солли. В альбом вошли четыре сингла которые были выпущены перед релизом алььома: «Show», «Somebody New», «The Crown» и «I Think I», а также ведущим синглом «Super Clap». 12 октября группа отправилась в восьмой тур перед выпуском альбома «Super Show 8: Infinite Time», который начался в Сеуле. 20 октября Super Junior возобновили свою деятельность, выступив на Inkigayo, и исполнили свой главный сингл «Super Clap». Тем не менее, Хичхоль не участвовал с группой из-за его травмы. Альбом также занял первое место на еженедельных музыкальных шоу M Countdown и Music Bank. Time Slip получил платиновый сертификат 12 декабря.
29 января 2020 года группа выпустила свой второй японский мини-альбом I Think U, который быстро поднялся на первую строчку в чарте Oricon. В мае было объявлено, что Super Junior проведут живой онлайн-концерт, совместно организованный SM Entertainment и Naver в рамках первой в мире серии живых онлайн-концертов, посвященных высокотехнологичным технологиям, Beyond Live. Это был первый концерт Super Junior после отмены нескольких выступлений Super Show 8 в 2020 году в Японии и других странах из-за пандемии коронавируса, и он был организован в рамках проекта мероприятий в 2020 году, чтобы отпраздновать 15-летие со дня дебюта группы. Живой концерт состоялся 31 мая, и Super Junior выступили перед аудиторией из более чем 123 000 человек по всему миру. Выручка от концерта составила более 60 миллиардов вон. По завершении основное видео концерта, а также отдельные камеры участников получили в общей сложности 2,8 миллиарда сердец на Vlive, что является самым высоким рекордом из шести концертов в рамках серии Beyond Live. Во время концерта хэштег #SUPERJUNIOR_BeyondLIVE 'занял первое место в 13 странах и территориях по всему миру, распространившись на Азию, Южную Америку и Ближний Восток. Во время концерта Super Junior исполнили песни группы и ее подгрупп.
Super Junior должны были выпустить десятый студийный альбом The Renaissance в декабре. Предварительный сингл под названием «The Melody» был выпущен 6 ноября в честь 15-летия группы. В том же месяце группа подписала контракт с американским агентством талантов и грамотности ICM Partners, чтобы представлять их в других регионах, помимо Азии. 10 декабря было объявлено, что выпуск их альбома будет отложен до января 2021 года, чтобы улучшить качество альбома. 12 декабря Super Junior представили новый неизданный сингл со своего альбома во время церемонии вручения награды The Fact Music Awards 2020. 8 января было объявлено, что новая дата выхода альбома-16 февраля. Однако 1 февраля было объявлено, что дата выхода альбома снова перенесена на 16 марта.
27 января группа выпустила японский сборник в честь своего 15-летия. Альбом Star был выпущен под их японским лейблом Avex Trax и включал только два новых трека, «Star» и «Coming Home». Альбом был хорошо принят, достигнув 3-го места в ежедневном чарте альбомов Oricon в день его выпуска и 5-го места в еженедельном чарте альбомов Oricon.

### 2022–н.в:The Road: Winter for Spring,The Road: Keep on Goingи Super Show 9
28 февраля 2022 года Super Junior выпустили специальный сингл-альбом под названием The Road: Winter for Spring. Группа отправится в свой девятый концертный тур Super Junior World Tour – Super Show 9: Road, который пройдет с 15 по 17 июля 2022 года в крытом спортивном зале Чжамсиль в Сеуле.
13 июня Super Junior анонсировали свой одиннадцатый студийный альбом The Road: Keep on Going, который был выпущен 12 июля. 15 июля группа отправилась в свой девятый тур перед выпуском альбома Super Show 9: Road, который стартует в Сеуле.
27 декабря Super Junior выпустили свой 11-й сборник альбом The Road 6 января 2023 года.

## Участники
| Сценический псевдоним | Сценический псевдоним | Настоящее имя | Настоящее имя | Дата рождения | Позиция в группе                        |
| Русский               | Английский            | Русский       | Хангыль       | Дата рождения | Позиция в группе                        |
| --------------------- | --------------------- | ------------- | ------------- | ------------- | --------------------------------------- |
| Итхык                 | Leeteuk               | Пак Чон Су    | 박정수        | 01.07.1983    | Лидер, вокалист, рэпер                  |
| Хичхоль               | Heechul               | Ким Хи Чхоль  | 김희철        | 10.07.1983    | Вокалист, рэпер                         |
| Йесон                 | Yesung                | Ким Чон Ун    | 김종운        | 24.08.1984    | Главный вокалист                        |
| Синдон                | Shindong              | Син Дон Хи    | 신동희        | 28.09.1985    | Ведущий рэпер, ведущий танцор           |
| Ынхёк                 | Eunhyuk               | Ли Хёк Чжэ    | 이혁재        | 04.04.1986    | Главный рэпер, главный танцор, вокалист |
| Сивон                 | Siwon                 | Чхве Си Вон   | 최시원        | 07.04.1986    | Вокалист, вижуал                        |
| Донхэ                 | Donghae               | Ли Дон Хэ     | 이동해        | 15.10.1986    | Ведущий вокалист, ведущий танцор, рэпер |
| Рёук                  | Ryeowook              | Ким Рё Ук     | 김려욱        | 21.06.1987    | Главный вокалист                        |
| Кюхён                 | Kyuhyun               | Чо Кю Хён     | 조규현        | 03.02.1988    | Главный вокалист, макнэ                 |

### Не активны
| Сценический псевдоним | Сценический псевдоним | Настоящее имя | Настоящее имя | Дата рождения | Позиция в группе                 |
| Русский               | Английский            | Русский       | Хангыль       | Дата рождения | Позиция в группе                 |
| --------------------- | --------------------- | ------------- | ------------- | ------------- | -------------------------------- |
| Сонмин                | Sungmin               | Ли Сон Мин    | 이성민        | 01.01.1986    | Ведущий вокалист, ведущий танцор |

### Бывшие участники
| Сценический псевдоним | Сценический псевдоним | Настоящее имя | Настоящее имя | Дата рождения | Позиция в группе         |
| Русский               | Английский            | Русский       | Хангыль/Ханча | Дата рождения | Позиция в группе         |
| --------------------- | --------------------- | ------------- | ------------- | ------------- | ------------------------ |
| Хангён (2005—2009)    | Hangeng               | Хан Гён       | 韩庚          | 09.02.1984    | Ведущий танцор, вокалист |
| Канин                 | Kangin                | Ким Ён Ун     | 김영운        | 17.01.1985    | Вокалист                 |
| Кибом                 | Kibum                 | Ким Ки Бом    | 김기범        | 21.08.1987    | Ведущий рэпер, вокалист  |

## Подгруппы и сольная деятельность

### Подгруппы
- Super Junior-K.R.Y. (2006−настоящее время) — Кюхён, Рёук и Йесон.
- Super Junior-T (2007—2008, 2015) — Итхык, Хичхоль, Синдон, Сомин, Ынхёк.
- Super Junior-M (2008−2014) — Сонмин, Ынхёк, Сивон, Чжоу Ми, Генри, Донхэ, Рёук и Кюхён.
- Super Junior-H (2008) — Итхык, Йесон, Синдон, Сонмин и Ынхёк.
- Super Junior-D&E (2011-настоящее время) — Донхэ и Ынхёк.
- Super Junior-L.S.S. (2023 - настоящее время) — Итык, Шиндон, Шивон

## Дискография
| Корейские альбомы Студийные альбомы Twins (2005) Don’t Don (2007) Sorry, Sorry (2009) Bonamana (2010) Mr. Simple (2011) Sexy, Free & Single (2012) Mamacita (2014) Play (2017) Time Slip (2019) The Renaissance (2021) The Road (2023) Мини-альбомы One More Time (2018) | Японские альбомы Студийные альбомы Hero (2013) Мини-альбомы I Think U (2020) |  |

## Концерты и туры

### Хэдлайнеры
- The 1st Asia Tour — «Super Show» (2008—2009)
- The 2nd Asia Tour — «Super Show 2» (2009—2010)
- The 3rd Asia Tour — «Super Show 3» (2010—2011)
- Super Junior World Tour — «Super Show 4» (2011—2012)
- Super Junior World Tour — «Super Show 5» (2013—2014)
- Super Junior World Tour — «Super Show 6» (2014—2015)
- Super Junior World Tour — «Super Show 7» (2017—2018)
- Super Junior World Tour — «Super Show 8» (2019—2020)
- Super Junior World Tour - «Super Show 9» (2022-2023)

### Фанмитинги
- Super Camp (2015−2016)

### Как приглашённые артисты
- SMTown Live '07 Summer Concert (2007)
- SMTown Live '08 (2008-09)
- SM Town Live '10 World Tour (2010-11)
- SM Town Live World Tour III (2012-13)
- SM Town Week — Treasure Island (2013)
- SM Town Live World Tour IV (2014-15)
- SM Town Live World Tour V (2016)
- SM Town Live World Tour VI (2017—2018)